# Martin Kohlroser
Martin Kohlroser (* 8. Januar 1905 in München; † 14. November 1967 ebenda) war ein deutscher SS-Führer.

## Leben und Wirken

### Jugend und Weimarer Republik
Kohlroser war der Sohn des Elektroingenieurs Martin Kohlroser und der Maria Achhammer. Nach dem Schulbesuch studierte er Elektro- und Präzisionsingenieurwesen. Anschließend trat er am 15. März 1923 in die Reichswehr ein, in der er bis zum 30. September 1924 dem 1. Pionierregiment angehörte. 1922 trat Kohlroser erstmals in die NSDAP und in die SA ein. In der letzteren wurde er der 6. Kompanie des SA-Regiments München zugeteilt, mit dem er am gescheiterten Hitlerputsch vom November 1923 teilnahm. Nach dem Tod seines Vaters 1924 schied Kohlroser aus der Reichswehr aus und übernahm das Geschäft als Elektroingenieur, das er bis 1929 führte.
Zum 1. Dezember 1930 trat Kohlroser in die 1925 wiedergegründete NSDAP (Mitgliedsnummer 371.577) und in die SS ein (SS-Nummer 3.149). Vom 1. Juni 1930 bis 12. Februar 1931 gehörte er dem 1. Sturm im I. Sturmbann der 1. SS-Standarte an. Indizien legen nahe, dass Kohlroser zur selben Zeit in Halbweltskreisen verkehrte: So wurde er am 11. März 1931 vom Strafgericht München wegen Zuhälterei zu zwei Monaten Gefängnis verurteilt.
Anschließend gehörte er bis zum 19. Januar 1932 dem 2. Sturm im I. Sturmbann der 1. SS-Standarte an. Nach seiner Beförderung zum Sturmführer am 19. Januar 1932 wurde Kohlroser mit der Führung des 1. Sturms im III. Sturmbann der 1. SS-Standarte beauftragt, den er bis zum 9. November 1932 führte. Anschließend führte er nominell bis zum 12. Juli 1933 den II. Sturmbann der 52. SS-Standarte.

### Zeit des Nationalsozialismus
Am 17. März 1933 wurde Kohlroser in die SS-Stabswache aufgenommen, der Vorgängerinstitution der Leibstandarte SS Adolf Hitler (LSSAH), in der er vom 17. März bis zum April 1933 den 1. Sturm der Stabswache Berlin führte. Anlässlich der Gründung der Leibstandarte im März 1933 wurde Kohlroser von Sepp Dietrich als eines ihrer ersten Mitglieder ausgewählt. Vom April bis zum 2. August 1933 führte er den 1. Sturm des Sonderkommandos Zossen, dann bis zum 1. Oktober 1933 den 1. Sturm des Gruppenstabs des SS-Sonderkommandos Berlin.
Vom 1. Oktober 1933 bis ins Jahr 1940 war Kohlroser Führer des I. Sturmbanns der LSSAH. Privat vermählte er sich am 19. Juni 1937 mit Annemarie Hintze (* 9. Juli 1904 in Berlin-Wilmersdorf). Aus der Ehe gingen zwei Söhne hervor. In dieser Zeit wurde er anlässlich seiner Beteiligung an der als "Röhm-Putsch" getarnten politischen Säuberungswelle der Nationalsozialisten vom 30. Juni 1934 zum SS-Obersturmbannführer befördert und anlässlich des 10. Jahrestages des Hitlerputsches am 9. November 1933 mit dem Blutorden der NSDAP (Nr. 652) ausgezeichnet. Außerdem nahm er vom 14. bis 19. November 1938 zu Fortbildungszwecken an einem Lehrgang für Regimentskommandeure an der Infanterieschule Döberitz teil.

### Zweiter Weltkrieg
Nach dem Beginn des Zweiten Weltkrieges behielt Kohlroser zunächst sein Kommando bei, bevor er das Kommando über das I. Bataillon der LSSAH erhielt, das er bis zum 10. April 1941 innehatte. Mit diesen Einheiten nahm er am Überfall auf Polen im September 1939 und am Westfeldzug von 1940 teil. Anschließend war er vom 10. April 1941 bis 19. Juni 1941 Führer beim SS-Infanterieregiment 4.
Vom 19. Juni 1941 bis zum 8. Juli 1941 war Kohlroser Kommandeur des SS-Infanterieregiments 10. Anschließend war er vom 8. Juli bis zum 30. Juni 1942 mit der Führung des SS-Infanterieregiments 7 (SS-Division „Nord“) beauftragt. Mit diesen Einheiten nahm er vom 22. Juni 1941 bis zum Februar 1942 am Russlandfeldzug teil. Danach übernahm Kohlroser ein viermonatiges Kommando über das SS-Gebirgsjäger Ersatzbataillon Nord vom 30. Juni bis 20. Oktober 1942. Dem ein nur zweitägiges Kommando über das SS-Infanterieregiment Deutschland vom 20. bis 22. Oktober 1942 folgte.
Vom 22. Oktober 1942 bis zum 1. Februar 1943 war Kohlroser mit der Führung des SS-Infanterieregiments 4 Langemarck beauftragt. Anschließend war er vom 1. Februar 1943 bis zum April 1943 Kommandeur des SS-Panzergrenadierregiments 1 der 10. SS-Division. Vom April 1943 bis zum 15. März 1944 war er Kommandeur der SS-Panzergrenadierregiments 1 der 10. SS-Panzer-Division „Frundsberg“ (wurde am 22. Oktober 1943 in SS-Panzergrenadierregiment 21 umbenannt). Nachdem Kohlroser kurzzeitig vom 15. März bis zum 20. April 1944 das SS-Panzergrenadierregiment 10 geführt hatte, wurde er am 20. April zum Regimentskommandeur beim Höchsten SS und Polizeiführer Italien ernannt. Vom 11. Mai bis 1. November 1944 war er Kommandeur des Landstorm Nederland, die er dann noch bis zum 9. November 1944 als SS-Freiwilligen Grenadierbrigade Landstorm Nederland führte.
Am 9. November 1944 wurde Kohlroser zum SS-Oberführer und Oberführer der Waffen-SS befördert und zum Befehlshaber der Waffen-SS in den Niederlanden ernannt, eine Funktion, die er bis zum Kriegsende am 8. Mai 1945 beibehalten sollte.
Nach dem Krieg, in dem er unter anderem die Ostmedaille und das Eiserne Kreuz beider Klassen erhielt, lebte Kohlroser in München.

## Beförderungen
- 1. Juni 1930: SS-Anwärter
- 15. September 1930: SS-Scharführer
- 12. Februar 1931: SS-Oberscharführer
- 5. Juli 1933: SS-Obersturmführer
- 12. September 1933: SS-Sturmhauptführer
- 1. Oktober 1933: SS-Sturmbannführer
- 4. Juli 1934: SS-Obersturmbannführer
- 9. November 1941: SS-Standartenführer
- 9. November 1944: SS-Oberführer und Oberführer der Waffen-SS

## Archivalien
- Bundesarchiv: NSDAP-Parteikorrespondenz, SS-Führerpersonalakte, RuSHa-Akte und Parteistatistischer Fragebogen